# Jardín Botánico de Briollay
El Jardín Botánico de Briollay (en francés : Jardin botanique de Briollay) es un jardín botánico especializado en arbustos y plantas de bayas comestibles, Briollay, Francia.

## Localización
Situado en la ladera de una colina con unas vistas excelentes sobre el valle y las periódicas inundaciones en invierno con formaciones lacustres junto al cauce del río Loira.
Jardin botanique de Briollay Chemin de la Guichardière, Briollay, Département de Maine-et-Loire, Pays de la Loire, France-Francia.
Planos y vistas satelitales, 47°33′54″N 0°30′26″O / 47.56500, -0.50722
Está abierto todos los días del año.

## Historia
Este jardín botánico fue creado gracias a la iniciativa del equipo regidor del municipio de Briollay.
Diseñado en las laderas de una colina que domina sobre la población desde la que se tiene un magnífico panorama sobre los bajos valles angevines y el Sarthe. 

## Colecciones
Alberga una colección de más de 70 especies de arbustos de frutos pequeños bayas y que en su época de maduración a finales del verano y otoño congrega a todos los aficionados de frutas rojas, tanto expertos o simplemente golosos para degustarlas directamente. 